# Sclerobelemnon gracile
Sclerobelemnon gracile är en korallart som först beskrevs av Gravier 1908.  Sclerobelemnon gracile ingår i släktet Sclerobelemnon och familjen Kophobelemnidae.
Artens utbredningsområde är Röda havet. Inga underarter finns listade i Catalogue of Life.